# Масінята-да-Сейша
Масінята-да-Сейша (порт. Macinhata da Seixa; МФА: [mɐ.si.ˈɲa.tɐ dɐ ˈsɐj.ʃɐ]) — парафія в Португалії, у муніципалітеті Олівейра-де-Аземейш. Розташована в західній частині країни, на теренах історичної португальської провінції Бейра. Входить до складу округу Авейру. За адміністративним поділом, чинним до 1976 року, терени парафії були складовою провінції Берегова Бейра. Належить до Авейрівської діоцезії Католицької церкви. Патрон — святий Андрій. Площа — 3,4170 км². Населення — 1390 ос. (2011). Середньо урбанізований регіон. Густота населення — 406,79 осіб/км²
. Код — 011306.

## Населення
| Кількість мешканців | Кількість мешканців | Кількість мешканців | Кількість мешканців | Кількість мешканців | Кількість мешканців | Кількість мешканців | Кількість мешканців | Кількість мешканців | Кількість мешканців | Кількість мешканців | Кількість мешканців | Кількість мешканців | Кількість мешканців | Кількість мешканців |
| ------------------- | ------------------- | ------------------- | ------------------- | ------------------- | ------------------- | ------------------- | ------------------- | ------------------- | ------------------- | ------------------- | ------------------- | ------------------- | ------------------- | ------------------- |
| 1864                | 1878                | 1890                | 1900                | 1911                | 1920                | 1930                | 1940                | 1950                | 1960                | 1970                | 1981                | 1991                | 2001                | 2011                |
| 508                 | 557                 | 525                 | 584                 | 641                 | 736                 | 732                 | 758                 | 843                 | 1.058               | 1.168               | 1.431               | 1.443               | 1.446               | 1.390               |